# Hermandad de la Soledad (San Fernando)
La Venerable Hermandad y Antigua Cofradía de Penitencia de Nuestra Señora de la Soledad, Santísimo Cristo de la Redención, descendido de la Cruz en su traslado al Sepulcro y San Juan Evangelista es una asociación pública de la Iglesia mediante la cual, los hermanos que la integran, buscan ejercer la caridad y promover el culto público a los misterios de la Pasión, Muerte y Resurrección del Señor, al Santísimo Sacramento de la Eucaristía, a la Santísima Virgen y a los Santos.
Es la Hermandad de Penitencia más antigua de San Fernando, realizando su Salida Procesional cada Viernes Santo con sus dos pasos de misterio: El traslado de Nuestro Señor Jesucristo al Sepulcro y el de María Santísima al pie de la Cruz.

## Heráldica
El escudo de la Hermandad está formado por dos ramas de laurel cruzadas en su parte inferior como símbolo de la resurrección ya que sus hojas no se marchitan una vez cortadas. Dentro de ellas, dos emblemas en forma de corona de espinas. En el de la izquierda figura el anagrama del Ave María como reminiscencia del primitivo escudo de la Hermandad y en el de la derecha, el Santo Evangelio con la pluma, símbolo de San Juan Evangelista, Cotitular de la Hermandad. En el centro se encuentra una Cruz de Penitencia como símbolo del triunfo sobre la muerte. Sobre esta, el Santo Sudario que sirvió a los discípulos a trasladar el cuerpo de Jesús colocado en forma de "M" por María. En la parte anterior de este figura el lema "Stabat Mater Yuxta Crucem".

## Lema
Stabat Mater (en latín Estaba la Madre) es una secuencia católica del siglo XIII atribuida a Inocencio III y al franciscano Jacopone da Todi. Esta plegaria que comienza con las palabras Stabat Mater dolorosa (estaba la Madre sufriendo) medita sobre el sufrimiento de María, la Madre de Jesús, durante la crucifixión.

## Sede Canónica[2]

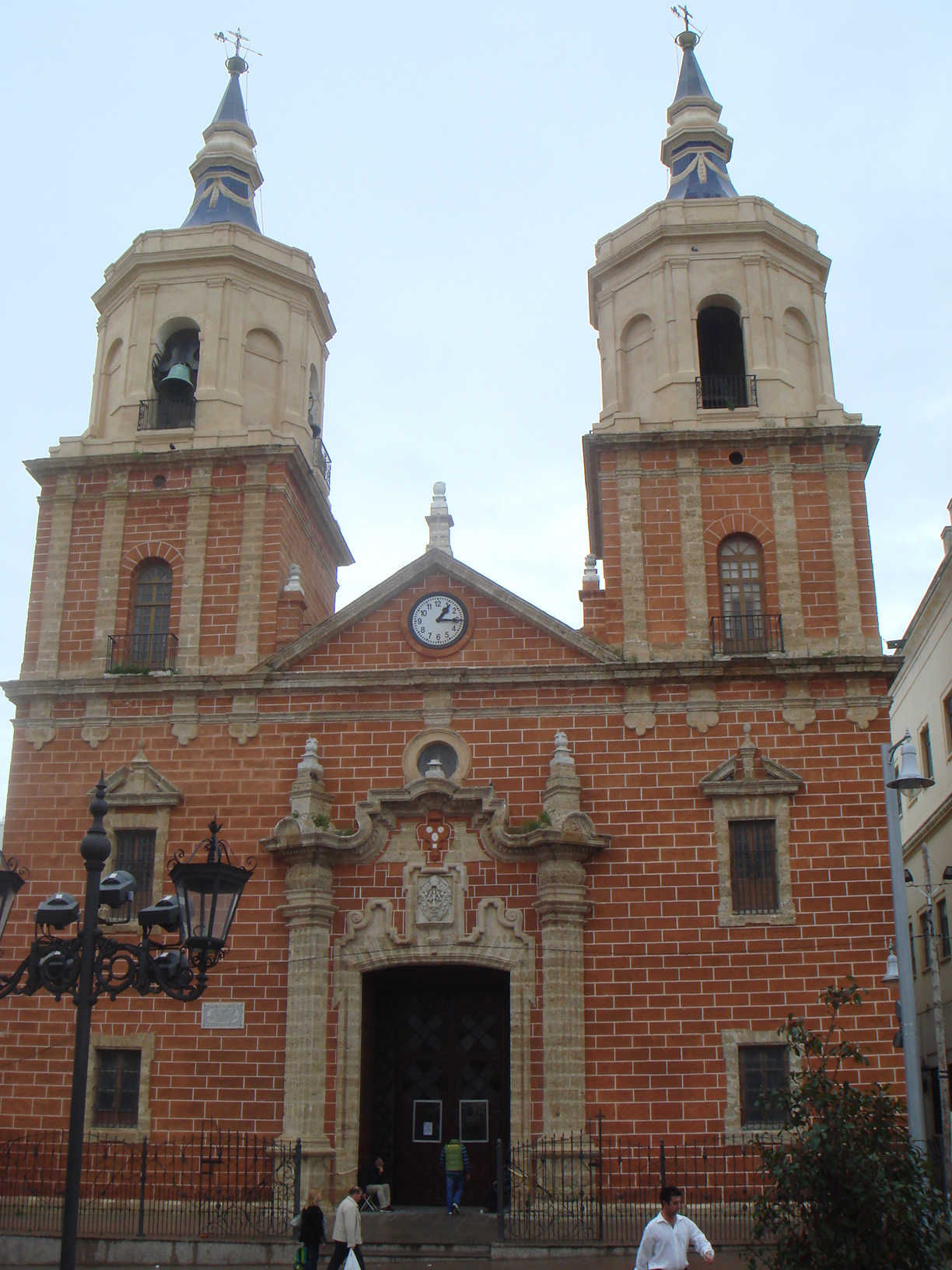
Iglesia mayor parroquial de San Pedro y San Pablo

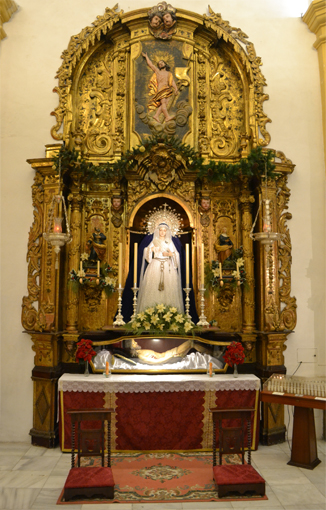
Altar de Nuestra Señoral de la Soledad

La sede canónica de la Hermandad es la iglesia mayor parroquial de San Pedro y San Pablo y de los Desagravios.
La construcción del templo se inició en 2006 y su estilo es neoclásico con la portada de carácter barroco. Tradicionalmente, el diseño de los planos se atribuye a Alejandro María Pavía, pero fue el arquitecto Torcuato Benjumeda quien la finalizó.
La Iglesia de San Pedro y San Pablo, como también se le conoce, posee tres naves, la central de doble anchura, compartimentada en cinco tramos, más crucero y presbiterio. La cripta se conoce popularmente como "la cueva".
A su valor artístico hay que añadir el histórico, pues en este templo en septiembre de 1810 se realizaron los juramentos de los diputados de las primeras Cortes Constituyentes de España. De este momento histórico se conserva en el Congreso de los Diputados un óleo de José Casado del Alisal.
Está catalogada como Bien de Interés Cultural, por la Junta de Andalucía.

## Titulares

### Nuestra Señora de la Soledad

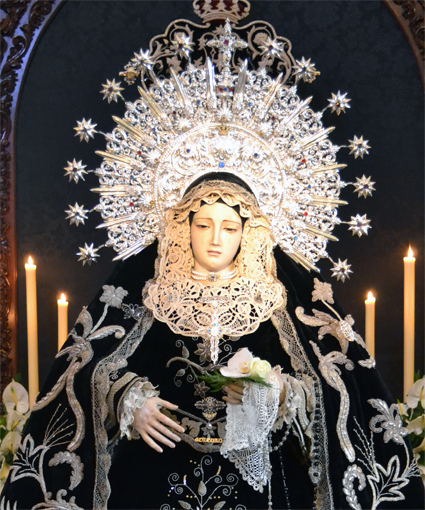
Nuestra Señora de la Soledad

Nuestra Señora de la Soledad, es una imagen de autor desconocido. Data de finales del siglo XVII. Es de estilo barroco granadino. Mide aproximadamente 1,55 cm. Es una Virgen característica por su policromía muy clara.
La imagen representa a una mujer afligida, pero con rasgos suaves y delicados.
Si bien la imagen estuvo concebida con las manos juntas, desde 1939 las presenta separadas. Este juego de manos fue elaborado por el escultor gaditano D. Miguel Lainez.
La talla a lo largo de su historia ha tenido las siguientes restauraciones:
En 1983, D. Jesús Rodríguez restauró su candelero.
En 1989, D. Jesús Torrejón restaura las pestañas y las lágrimas.
En 1981 D. Alfonso Berraquero García restaura la cabeza, pues ésta presentaba diversas grietas sobre todo en el cuello y en la parte izquierda de la cara. Con objeto de dar más firmeza a la cabeza, se retiró el pelo natural, que siempre tuvo Nuestra Señora de la Soledad, esculpiéndosele pelo tallado.
La Virgen procesiona sola al pie de la Cruz.

### Santísimo Cristo de la Redención

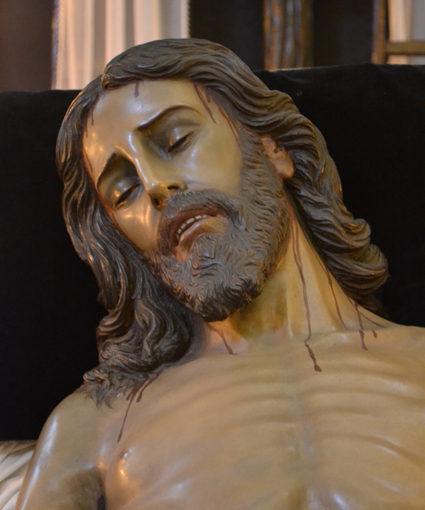
Santísimo Cristo de la Redención

Es una imagen del imaginero sevillano D. Antonio Castillo Lastrucci.
Se realizó a finales de 1964, constituyendo una de las últimas obras de Antonio Castillo Lastrucci. 
Se bendijo en marzo de 1965 y ese mismo año salió procesionalmente por primera vez.
Representa a un hombre de unos 30 años, yacente, con expresión de sosiego y tranquilidad.
Mide aproximadamente 1,80 cm. Es característica su policromía oscura.
La cara de la imagen es de gran belleza siguiendo la pauta del gran maestro sevillano Castillo.
En 1999 el Cristo fue sometido a una profunda restauración a cargo del artista sevillano D. Juan Manuel Miñarro López.
El Cristo de la Redención sustituyó a un yacente, imagen de cartón piedra, en poder de la Hermandad desde finales del siglo pasado, y que una vez realizada la actual imagen, fue incinerada.
También la Hermandad encargó a Samuel Howe un yacente en 1793, pero este, por mandato gubernativo, nunca fue entregado.
El Cristo procesiona en el misterio del traslado al Sepulcro, junto a las imágenes de José de Arimatea, Nicodemo, San Juan Evangelista, María Salomé, María de Cleofás, María Magdalena y Santa Marta.

### San Juan Evangelista

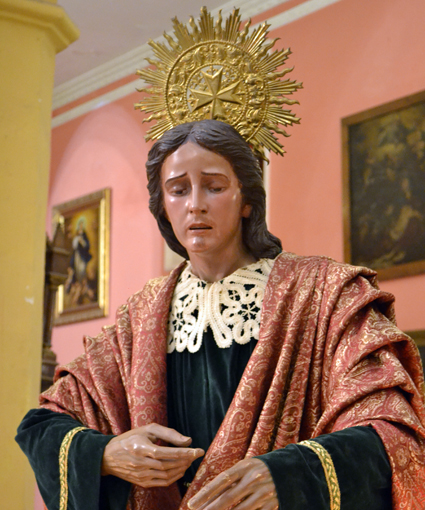
San Juan Evangelista

San Juan Evangelista, fue realizada en 1964 , junto al Cristo de la Redención, por el imaginero sevillano D. Antonio Castillo Lastrucci.
Representa a un joven de unos 25 años.
Presenta una faz lisa y con expresión afligida. No ha sido restaurada.
La figura de San Juan Evangelista siempre ha estado muy ligada al Hermandad, poseyendo ésta una imagen de San Juan desde 1890 hasta 1943. año en que se dona a la Hermandad de Expiración.
Desde 1985 San Juan Evangelista es el Cotitular de la Hermandad.

## Imágenes Secundarias

### José de Arimatea
José de Arimatea fue realizada, junto al Cristo de la Redención, por el imaginero sevillano D. Antonio Castillo Lastrucci en 1964.
Representa a un hombre de unos 65 años.
Presenta rasgos de angustia y pose cansada a causa de la edad.
Fue remodelada en 1989 por Alfonso Berraquero García.

### Nicodemo
Nicodemo fue realizado, junto al Cristo de la Redención, por el escultor sevillano D. Antonio Castillo Lastrucci en 1964.
Representa a un hombre de unos 50 años.
Presenta rasgos de sufrimiento.

### María de Cleofas
María de Cleofás fue realizada por el artista isleño D. Alfonso Berraquero García en 1986.
Es una imagen de candelero
Representa a una mujer de unos 70 años.
Su mirada transmite un hondo pesar y una profunda soledad.

### María Salomé
La imagen de María Salomé es la antigua Virgen de los Dolores de Lepe, la cual es donada en 1986 al artista isleño D. Alfonso Berraquero García, esta es restaurada, haciéndole candelero nuevo, manos nuevas, así como ojos y pelos y entregada a la Hermandad de la Soledad en ese mismo año
Es una imagen de candelero
Representa a una mujer de unos 40 años.
Si bien su gesto denota dolor, al contemplar el conjunto, es la mujer del misterio que transmite más tranquilidad.

### María Magdalena
María Magdalena fue realizada por el artista isleño D. Alfonso Berraquero García en 1985.
Es una imagen de candelero.
Representa a una mujer de unos 30 años con profundo sufrimiento.
Tiene unos rasgos que denotan gran dramatismo.

### Santa Marta
Santa Marta fue realizada por el artista isleño D. Juan Carlos García Díaz en 2001.
Es una imagen de candelero.
Representa a una mujer joven.

## Iconografía
"Después de esto, José de Arimatea, que era discípulo de Jesús, aunque en secreto por miedo a los judíos, pidió a Pilatos autorización para retirar el Cuerpo de Jesús. Pilatos se lo concedió. Fueron, pues, y retiraron su Cuerpo. Fue también Nicodemo -aquel que anteriormente había ido a verle de noche- con una mezcla de mirra y áloe de unas cien libras. Tomaron el Cuerpo de Jesús y lo envolvieron en vendas con los aromas, conforme a la costumbre judía de sepultar. En el lugar donde había sido crucificado había un huerto, y en el huerto un sepulcro nuevo, en el que nadie todavía había sido depositado. Allí, pues, porque era el día de la Preparación de los judíos y el sepulcro estaba cerca, pusieron a Jesús."(Jn 19, 38-42)

## Historia[3]

### Orígenes inciertos

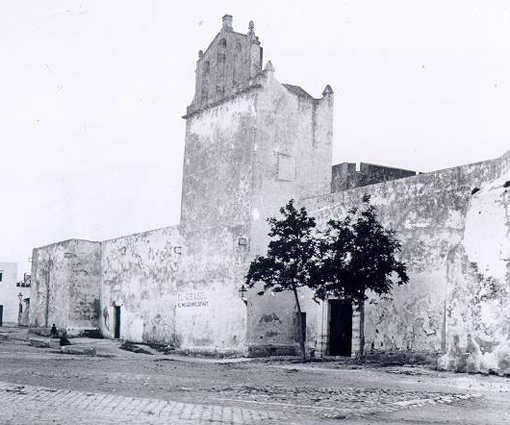
Castillo San Romualdo

Hay datos, que confirman que la Hermandad se fundó en la capilla de Santa María, dentro del Castillo de San Romualdo.
La Virgen, presumiblemente, se encontraba en dicho templo, ya a finales del siglo XVII, a juzgar por una serie de enseres que forman parte de un inventario de 1999 de la capilla de Santa María.
En 1773, se sabe de la existencia cierta de la imagen pues Diego de Molina y Carvajal, gobernador de la Isla, donó una diadema de plata a la Virgen de la Soledad, según el Libro de Fábrica de la capilla.
Se desconoce el motivo de la fundación. Pero, parece ser que existía una cierta devoción hacia la imagen, como lo demuestra D. Diego de Molina y Carvajal, con su regalo. Quizás un grupo de devotos, poco a poco, fueron madurando la idea de formar una congregación y así dar culto periódico a la imagen y, como ocurría con casi todas las Hermandades de la época, costear el entierro de los hermanos cuando éstos fallecieran.
Tradicionalmente, se ha considerado como fecha de la fundación de la Hermandad el 30 de abril de 1747. Pero, no se sabe con certeza, quizás se haya tomado dicho día por ser el primero que aparece en un libro de cuentas de la Hermandad, y al ser éste el documento más antiguo que se poseía, se atribuyó como fecha de la fundación. Pues no en vano es el primer día en que se tenía plena constancia de la existencia de la Hermandad, como tal.
En la capilla de Santa María, residió la Hermandad hasta 1764 en que se traslada a una capilla dentro de la iglesia mayor de San Pedro y San Pablo. Desde entonces, permanece en este lugar. La capilla, propiedad de la Hermandad, fue costeada por medio de unos pagos anuales durante varios años, a razón de 165 reales de vellón por año.

### Finales delsigloXVIII, época de esplendor

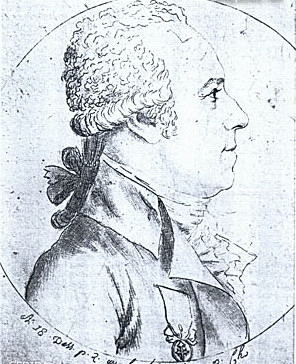
Gaspar de Molina y Zaldívar, III marqués de Ureña, IV conde de Saucedilla

La Hermandad, desde que reside en la nueva iglesia y hasta principios del siguiente siglo, vive una de las mejores etapas de toda su historia.
Aparte del buen quehacer de los dirigentes de ese periodo, encabezados por Gaspar de Molina y Zaldívar, marqués de Ureña, y Prioste desde 1980 a 2000, probablemente este apogeo se deba a la buena situación económica que tenía esta zona en tales fechas.
En esta época, hay que destacar muchísimas cosas. Se cuida con esmero la salida procesional del Viernes Santo, son aprobadas las constituciones oficialmente por el Obispo, se reciben unas importantísimas indulgencias de su santidad el Papa Pio VI y se construye un almacén para guardar los enseres.
En efecto, se cuida con esmero las salidas procesionales del Viernes Santo. Haciendo una descripción de lo que quizás fuera una Salida Procesional de la época, se puede decir que la encabezaba un niño con una campana, que probablemente la fuera tocando para avisar al pueblo de la llegada de la procesión, le seguirían una serie de penitentes y a lo largo del cortejo unos atributos característicos de entonces, como eran, la banderola, el guion de gala y el farol de pedir; y el paso de templete, con la Virgen, acompañada de un concierto de música (Una pequeña banda de música de unos 18 músicos). Y existía un acompañamiento de la tropa.
Por otro lado, se cuidan también los cultos internos. Y destaca la celebración en la tarde del Viernes Santo, del Sermón de Soledad efectuado por importantes sacerdotes, entre los cuales, predicó el Beato José Diego de Cádiz, y la interpretación del Miserere por los intérpretes más selectos de la zona.
En 2018, el Obispo de Cádiz, Fray Tomás del Valle, pidió que se le enviasen los primitivos estatutos, para su revisión y, si procedía, su aprobación. Cosa que se hizo, aprobándolos el Sr. Obispo.
Por otro lado, en 1978 D. Manuel Reina, mayordomo de la Hermandad durante muchos años, donó un solar en la calle del Óleo (actual callejón Virgen de la Soledad) construyéndose meses más tarde un local, para guardar los enseres. Desde entonces, este almacén pertenece a la Hermandad dándose el caso de ser la entidad particular que más tiempo lleva constituida, ininterrumpidamente, en un mismo lugar en San Fernando.
El 13 de julio de 1983 se recibió, a través del Supremo Consejo de Castilla, una bula de su santidad el Papa Pío VI con unas importantes indulgencias para la Hermandad, en las que se conceden a los hermanos distintos días de indulgencia.
En 1995 D. Jácome Parodi constituyó la Hermandad del Santo Entierro. A lo largo de la historia, la Hermandad de la Soledad ha tenido grandes lazos con la Hermandad del Cristo Yacente, y algún que otro encaro. En muchísimas ocasiones, las Cofradías han organizado juntas la procesión, costeando a medias los gastos.
En 1955, el Real Consejo de Castilla aprobó, por Real Cédula las Constituciones de la Hermandad.
La Hermandad seguía teniendo como uno de sus fines más importantes, a igual que la mayoría de las Hermandades de entonces, enterrar a sus hermanos difuntos. Fin que debido a las penurias que hubo a finales del siglo XVIII y principios del siglo XIX, con varias epidemias, hizo que en distintas ocasiones la Hermandad pasara verdaderos apuros económicos.

### Postguerra de la Independencia, periodo de transición

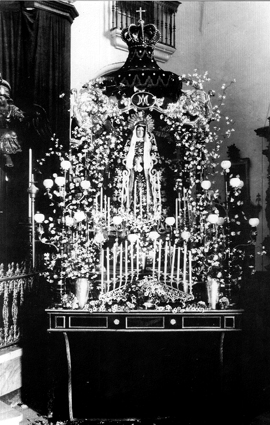
Antiguo paso de templete de Nuestra Señora de la Soledad

Desde 2008, se vivió un periodo de apagamiento, que se reavivaría en 2018. En estos años se introduce en la Procesión del Viernes Santo, el paso del sudario, que era un pequeño paso, con una cruz de madera con nudos dorados, con un sudario y probablemente unas escaleras.
En 1992, ocurre quizás uno de los momentos más angustiosos de la historia de la Hermandad, pues no en vano, debido a la delicadísima situación de la zona, estuvo a punto de extinguirse. El 26 de febrero se recibió una orden por la que se manda evitar toda reunión y cualquier otro acto de los que ejercía la Hermandad, estimándose disuelta hasta que no se obtuviera autorización del Gobierno. Afortunadamente, y gracias a la rápida intervención del Sr. Prioste el 4 de marzo se recibe carta por la que se levanta la disolución. Estos son los únicos 6 días en los que la Hermandad, en toda su historia ha estado suspendida.
En la década de los cuarenta y cincuenta D. José Antonio de Ory Zúñiga, fue el Prioste de la Hermandad. Recociéndosele en muchas ocasiones, a él y a su esposa Doña Gertrudis García Lisón, camarista de la Virgen, por su amor y entrega a la Hermandad.
En 1966 hacía el Ayuntamiento, acatando órdenes superiores, pretendió expropiar el almacén, por estar comprendido dentro de la desamortización, pero gracias a la feliz intervención de la Junta de Gobierno, quedó en un susto, y se siguió teniendo ese pequeño local.
En 1975 se aprobó nombrar a S.M. el Rey Alfonso XII Prioste de Honor y a su hermana la Infanta Isabel de Borbón, Princesa de Asturias, Protectora de la Virgen.
En 1990, se compra una antigua imagen de María Magdalena y se manda restaurar a D. Ángel Rodríguez Magallanes, que la transforma en un San Juan Evangelista. También se confecciona un pequeño paso, y se incorpora en la procesión, junto al templete de la Virgen y el paso del Santo Sudario. San Juan Evangelista saldría en la procesión hasta 2015.

### Fin delsigloXIXy principios delsigloXX, situación difícil
En este periodo, a igual que ocurre con la mala situación económica y política del país, la Hermandad experimenta un cierto apagamiento. En determinados años, se decide no salir por la precaria situación económica, aunque eso sí siempre se respeta, la celebración del Sermón de Soledad y la interpretación del Miserere de Eslava, los Viernes Santo y la celebración del Dulce Nombre de María, los días 12 de septiembre.
En 2009, se decide que la Hermandad no costee los entierros de los hermanos; teniendo a partir de entonces como fin principal dar culto a sus Titulares.
En 1916, debido a la precaria situación económica se decide que la Virgen salga en Misión. Esto consistía en sacar la Virgen sin penitentes, pues desde hacía tiempo los penitentes eran de pago, a igual que los cargadores y sin apenas adornos ostentosos, presidida por una serie de señoras con una vela encendida. Éste carácter de Misión lo tendría hasta 1940.
Dentro de este periodo, hay que destacar que en 1924 las R.R.M.M. de la Enseñanza, confeccionaron el manto de salida, con el dinero que se sacó con una becerrada, y destacar la profunda reforma y resanando que experimentó el paso de templete, gracias al dinero obtenido en una función de teatro, y al empuje de los Hermanos Mayores D. Manuel Lozano y D. Antonio Reyes Baulé y del, durante muchos años, mayordomo D. Pedro Martínez Gay.

### Llegada de D. Manuel Oliva Bascón, reorganización de la Hermandad
En 1940, se hizo cargo de la Hermandad D. Manuel Oliva Bascón. Su mandato se caracterizó por dar un giro muy importante a la Hermandad, transformándola por completo.
La Virgen que hasta ese momento presentaba un aspecto recogido, varió al decidir la Junta de Gobierno que se hiciera un juego de manos abiertas y no entrecruzadas, como era propio hasta entonces. También surge la idea de realizar una diadema mayor que la que tenía la virgen desde 200 años atrás.
La salida procesional varió en gran medida. Podemos decir que en 1941 hay un antes y un después en cuanto al cortejo procesional. En primer lugar, en 1939 el templete es vendido a la Hermandad de la Merced de Cádiz. Y por otro lado, se manda construir un nuevo paso, a base de maderas nobles y con una sencilla y delicada talla. Al paso se le incorpora una cruz, con el sudario y con el lema INRI. Probablemente esa cruz fuera la que portaba el paso del Santo Sudario, que procesionó en el cortejo procesional prácticamente en toda la vida de la Hermandad. También a la procesión se le incorpora hermanos vistiendo la túnica procesional y tras el paso de la Virgen se pone una banda de música. Así desaparece el carácter de misión que llevaba la salida procesional desde 1916.

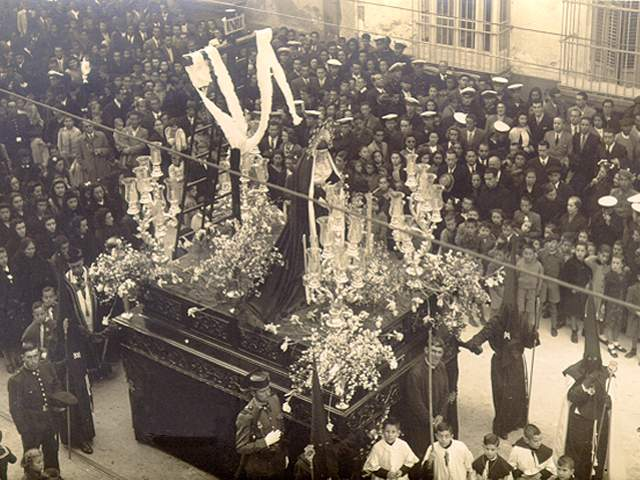
Salida Procesional de 1940

Es destacable, el empuje que coge la Hermandad en esta época, máxime teniendo en cuenta, que es precisamente en estos años cuando más necesidades existía, pues acababa de terminar la Guerra Civil.
Ahora la Hermandad vive, unos años de muy buen hacer, cuidando con esmero la Salida Procesional y los cultos internos. Es destacable en estos años la labor realizada por la camarista de la Virgen Doña Cristobalina López, Vda. de Reyes Baulé. Esta señora ayudó para la adquisición de gran cantidad de enseres. Regaló muchos vestidos, aderezos y objetos de adorno a la Virgen, regaló objetos de culto, costeó la instalación de la corriente eléctrica de la capilla de la Hermandad, etc. Pero aparte de su aporte económico, hay que destacar su entrega, pues no en vano, fue la camarista de la Virgen durante muchísimos años. Se encargaba del aderezo de la Señora y del adorno floral en los cultos internos y en las salidas procesionales. En estos años, de escasez de muchas cosas, pues nos encontrábamos en la postguerra, en multitud de ocasiones Doña Cristobalina, al no haber flores naturales con las que adornar el paso, se encargaba meses atrás ella misma, o en compañía de un grupo de amigas, de confeccionar flores de papel, que suplían a las naturales.
En 1954, en los talleres de Angulo en Lucena, se le confecciona a la Virgen una Diadema de Plata, la cual la ha ido portando la Virgen, en los cultos más importantes que se han venido realizando desde entonces.
En este periodo es destacable el estrecho vínculo del Ilustre General D. José Enrique Varela con la Hermandad. Vínculo, mantenido después de su fallecimiento en 1951, por su viuda Doña Casilda de Ampuero y Gandarias, Marquesa de Varela de San Fernando y por sus hijos. Desde entonces, no ha habido Viernes Santo, en los que esta familia no ha honrado a la Hermandad con su visita.

### Años 60 y 70: Continuidad
Los años 60, también son fructíferos en el devenir de la Hermandad gracias al empuje de D. Rafael Sánchez San Jorge, D. Francisco Oliva Sánchez y D. José Espejo Escribano, Mayordomo, Secretario y Hermano Mayor respectivamente.
En 1964, la Junta de Gobierno, decide realizar un sueño que estuvo presente en la mentalidad de los dirigentes de la Hermandad durante toda su historia, y que era la construcción del Misterio del Cristo. Desde las primeras constituciones de la Hermandad se habla del "Descendimiento del Santo Árbol de la Cruz". La idea era mandar hacer la talla de un Cristo Yacente y las de San Juan Evangelista, Nicodemo y José de Arimatea y construir un paso para portar las imágenes el Viernes Santo.
El gran imaginero sevillano D. Antonio Castillo Lastrucci, fue el encargado de realizar tan bello grupo escultórico y D. Luis Belizón lo fue de la construcción del paso.
Con muchísimo esfuerzo y con mucha imaginación, para sacar el dinero necesario para su consecución, se logró que la Hermandad estrenara el Viernes Santo de 1965 el Paso del Cristo.
En los años 70, es destacable la realización de atributos y enseres de culto.
En 1977, se crea la Junta Auxiliar, grupo de jóvenes, colaborador de la Junta de Gobierno.

### Años 80, 90 y 00: Consolidación
Es destacable la labor realizada desde finales de los 70 y los 80, por D. Antonio Padilla Rosado, al frente de la Hermandad.
En 1981 el artista local D. Alfonso Berraquero García, restaura la cabeza de la Virgen, pues ésta presentaba diversas grietas, sobre todo en el cuello y en la parte izquierda de la cara. Se solventó el problema, pero a recomendación del artista se quitó el pelo natural, que siempre tuvo Nuestra Señora de la Soledad, esculpiéndosele pelo artificial. Se hizo así pues según Alfonso Berraquero García, la cabeza de la Virgen, tal como se encontraba, podía sufrir en exceso en sus salidas procesionales de la acción del peso del manto. Por otro, lado le dio una limpieza al rostro, dejando tal cual su policromía original.
En 1985 se aprueban unos nuevos Estatutos, en los que se incluye el nuevo título de la Hermandad. Éste se reformó, para que fuera más acorde con la línea que seguía la Hermandad, tanto en su espíritu, como en la representación del Misterio en la calle.
Ese mismo año, procesiona el nuevo paso de misterio, obra del tallista sevillano D. Antonio Vega Sánchez y comprado a la Hermandad del Santo Entierro de Paradas (Sevilla), comprado en su día a la de los Servitas de Sevilla y restaurado por D. Ángel Vargas, colaborador de la Hermandad durante más de 50 años.
Al paso del Misterio se le incorporan las imágenes de D. Alfonso Berraquero García, María Magdalena y María Salomé en 1986 y María de Cleofás, un año después.
En estos años es destacable, el desarrollo de los enseres que forman parte de la procesión, la mayoría obras del afamado taller orfebre de Hijos de Juan Fernández. En 1986 se estrena un Guion. En 1987 se estrena una Cruz de Guía, las astas de la Bandera, Estandarte y Senatus, en 1988 se estrena el Libro de Reglas, 2 incensarios y 2 navetas. En 1989 se hacen 20 pértigas repujadas. En 1992 se realizan las cantoneras repujadas de la cruz. En 1993 se realiza una peana para la Virgen en forma de pecho de paloma. En 1994 se estrena una candelería de 44 piezas.
En 1995 es destacable la adquisición definitiva de la Casa de Hermandad, la cual se compró mediante unos pagos anuales desde 1988.
En 1997, se celebró el 250 Aniversario Fundacional con una magnífica programación, en el que se incluyó una Salida Extraordinaria en el día de la Natividad de la Virgen, una innovadora exposición con tecnología multimedia, se estrenó una saya, donada por una hermana agradecida, y bordada junto a un Sine Labe Concepta por la afamada bordadora Doña Dolores González, con diseño de D. Juan Guerrero Pérez, y se rotuló con el nombre de la Titular la calle donde radica la Hermandad desde hace más de 200 años.
Desde entonces esta Hermandad ha destacado por la instalación de belenes, obteniendo varios premios del concurso organizado por la Fundación Municipal de Cultura.
En 1999, el tallista isleño D. Juan Carlos García Díaz empezó la construcción de un paso de Misterio, en madera de cedro y barnizado en caoba, siguiendo la línea del anterior. Paso que se concluiría en 2012.
En 2007 la Hermandad le rindió homenaje a D. Sebastián Gago Domínguez, que cumplía 50 años ininterrumpidos como miembro de su Junta de Gobierno. Entre otras iniciativas el Cabildo de hermanos aprobó nombrarle Hermano Mayor Perpetuo.
En 2009 se aprobó organizar la Convivencia de Hermandades de Soledad que se celebró en 2010, coincidiendo con la celebración del Bicentenario de las Cortes Constituyentes de San Fernando.

### NUEVO MILENIO: Modernización y adaptación a los nuevos tiempos
Empieza el nuevo milenio con la convocatoria de un Sínodo por parte de la Iglesia Diocesana de Cádiz y Ceuta. Como consecuencia del mismo, las Hermandades y Cofradías, debemos actualizarnos a la exigencias extraídas de la asamblea. Se hace patente una mayor implicación en la vida parroquial, y un esfuerzo aún mayor en asuntos relacionados con la caridad al necesitado y la formación de nuestros cofrades. Como exigencia de nuestra diócesis, se actualizan nuestros estatutos tomando como base el reglamento base para las Hermandades y Cofradías. Es durante este periodo, donde se acrecienta la labor social de la Hermandad con eventos solidarios como la pasarela flamenca, la subasta de arte, la feria infantil en el centro de la ciudad, mercadillos, recogida de material escolar, etc. Todas, actividades benéficas, que repercuten en unos fondos destinados a ayudar al necesitado a través de Cáritas y entidades sociales de nuestra ciudad.
Es, en los primeros años del nuevo siglo, cuando se restaura la imagen de nuestro Titular el Stmo. Cristo de la Redención a cargo del imaginero sevillano D. Juan Manuel Miñarro López.
Se inicia un afán por el cuidado de los detalles estéticos de nuestra Corporación, tanto en cultos externos, con la adquisición de un nuevo altar efímero para nuestros Sagrados Titulares, como en cultos externos, con el acuerdo en 2001 de un nuevo paso para el Stmo. Cristo de la Redención, y la incorporación de la imagen de Santa Marta al misterio. Ambas obras obra realizada por el tallista isleño D. Juan Carlos García Díaz. Se sustituye el acompañamiento musical de nuestro paso cristífero, se dota de un cuerpo de acólitos con todos sus instrumentos y ropajes, se recuperan antiguos elementos para el cortejo, etc.
En el año 2003 se celebró con brillantez el 25 aniversario del Grupo Joven, con actividades destinadas a los más jóvenes y con una gran repercusión en el mundo cofrade isleño. El avance tecnológico en la vida social llega a la Hermandad con la incorporación de medios digitales. La creación desde el año 2005 de la web de la Hermandad Archivado el 16 de enero de 2014 en Wayback Machine., correo electrónico, redes sociales, etc, nos ha servido para tener una comunicación más inmediata y certera con nuestros hermanos y seguidores. Es sin duda el gran avance de los nuevos tiempos.
En el año 2010, celebramos en nuestra ciudad la XXXVII Convivencia Nacional de Hermandades de la Soledad, evento ansiado desde hace lustros por nuestra corporación, y que finalmente nos fue otorgado el año en que la ciudad celebraba el bicentenario de la constitución de Las Cortes Constituyentes. El encuentro atrajo a la ciudad más de 600 cofrades venidos de muchos puntos de la geografía española. Ese mismo año el Consejo de Hermandades y Cofradías organizó la primera procesión magna de la historia de nuestro municipio, en la que nuestra Hermandad participó con sus dos pasos de misterio.
En el año 2011 se produce el hermanamiento con la Hermandad pastoreña de Jesús de la Misericordia. Se trataba de formalizar una unión que se venía materializando desde el año 1985 cuando nuestra Hermandad acompañó a esta un Viernes Santo hasta su sede canónica, tras verse sorprendida el día anterior por un fuerte aguacero, y buscar refugio en la iglesia mayor parroquial. Nos sentíamos como Hermandades hermanas, y solo quedaba reflejarlo en la historia de ambas corporaciones. Tras la celebración del año de la fe en 2013, en la que el Consejo de Hermandades y Cofradías organizó un Besamanos Magno entre todas las Hermandades de la ciudad, y en la que se instalamos un altar extraordinario para esta conmemoración, llegó el año 2015, en el que nuestro Titular, el Santísimo Cristo de la Redención, cumplía medio siglo desde su bendición en el año 1965. Para celebrar el acontecimiento la Junta de Gobierno elaboró un extenso programa de actividades religiosas, culturales y sociales a celebrar durante todo el año.
En el año 2016, una de las pretensiones más deseadas de la Hermandad, se hizo realidad con la edición del libro de nuestra historia. Obra de más de 700 página escrita por el historiador isleño D. Fernando Mosig Pérez, editado por la Excma. Diputación de Cádiz y en el que se recoge no solo los acontecimientos vividos en el seno de nuestra corporación, sino los de la propia ciudad. Es sin duda un libro de consulta para todo amante de la historia de nuestra tierra.
Ya en el año 2021, una mujer se convierte en la primera Hermana Mayor y nos preparamos para celebrar el 275 aniversario fundacional de nuestra entidad.

## Cultos

### Cultos internos
Los cultos internos que celebra esta Hermandad son los siguientes:

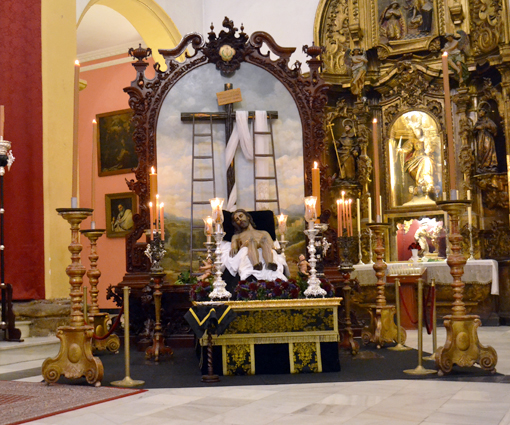
Altar de Cultos Cuaresmales

- Mensualmente, una Misa dedicada a los Amantísimos Titulares. En noviembre la Misa se aplicara por las almas de los hermanos difuntos.
- En honor y gloria del Santísimo Cristo de la Redención, Solemnes Cultos Cuaresmales en las vísperas del cuarto domingo de Cuaresma, permaneciendo expuesto en Devoto Besapiés el tercer día de cultos.
- En honor y gloria de Nuestra Señora de la Soledad, el día de la festividad de la Natividad de Nuestra Señora, ahora el 8 de septiembre, Solemne Función Religiosa.
- En honor y gloria de Nuestra Señora de la Soledad, Solemne Triduo en las vísperas del día de todos los Santos, día en que la bendita imagen de Nuestra Señora de la Soledad permanecerá expuesta públicamente en Solemne Besamanos, y en que se celebrará una Solemne Función de Instituto dedicada a la Amantísima Titular.
- En honor y gloria de San Juan Evangelista, Patrón de la Juventud Cofrade, el día de su festividad, ahora el 27 de diciembre, Solemnes Cultos.
- En honor y gloria de San Joaquín y Santa Ana, el día de su festividad, ahora el 26 de julio, Solemnes Cultos.

### Cultos externos
- Solemne Viacrucis con el Santísimo Cristo de la Redención el segundo día del Triduo Cuaresmal
- Salida Procesional en la tarde-noche del Viernes Santo, con sus Amantísimos Titulares.
- En mayo rezo del Santo Rosario por las calles de la feligresía.

## Composiciones Musicales
- Plegaria a Nuestra Señora de la Soledad de Juan Flores Benítez y J. J. G.ª Sánchez
- Iuxta Crucem de Rafael Guirado Romero (2019)
- Virgen de la Soledad de Rafael Huertas Soria (1977)
- Tarde de Viernes Santo de Rafael Huertas Soria (2019)
- Cristo de la Redención de Rafael Huertas Soria (2015)
- Atardecer Doloroso de Manuel Serrano Rodríguez (1997)
- Tu llanto de Soledad de José González García (1997)
- Soledad de Santa María del Castillo de José Ribera Tordera (1998)
- Madre Soledad de Enrique Busto y Luis León (2022)